# Wereldkampioenschap dammen 1907
Het Wereldkampioenschap dammen 1907 was een match tussen de Fransman Isidore Weiss en de Nederlander Jack de Haas. Isidore Weiss was op dat moment regerend wereldkampioen. De match had als inzet de wereldtitel en 1000 franc. De geldinzet werd evenredig opgebracht door de damclubs waar beide spelers voor actief waren, te weten Le Damier uit Marseille en Het Vereenigd Amsterdamsch Damgenootschap. Er werd gespeeld volgens het "Hollandsch Damreglement", wat inhield dat er op de zwarte velden gespeeld werd (de Fransen speelden destijds op de witte velden) en met 25 zetten per uur. De match eindigde in 21-19 in het voordeel van Weiss. Weiss won drie partijen, De Haas won 2 partijen, de andere 15 partijen eindigden in remise. De match werd van 19 mei tot en met 28 mei 1907 in café de Karseboom in Amsterdam gespeeld.

## Resultaten
Uitslagen van de individuele partijen: 
| Rang | Land | Naam          | 1 | 2 | 3 | 4 | 5 | 6 | 7 | 8 | 9 | 10 | 11 | 12 | 13 | 14 | 15 | 16 | 17 | 18 | 19 | 20 | punten |
| ---- | ---- | ------------- | - | - | - | - | - | - | - | - | - | -- | -- | -- | -- | -- | -- | -- | -- | -- | -- | -- | ------ |
| 1    | FRA  | Isidore Weiss | 0 | 2 | 1 | 1 | 1 | 2 | 1 | 1 | 2 | 1  | 1  | 1  | 1  | 1  | 1  | 1  | 1  | 1  | 1  | 0  | 21     |
| 2    | NED  | Jack de Haas  | 2 | 0 | 1 | 1 | 1 | 0 | 1 | 1 | 0 | 1  | 1  | 1  | 1  | 1  | 1  | 1  | 1  | 1  | 1  | 2  | 19     |